# Việt Trinh
Việt Trinh (tên thật là Trần Thị Việt Trinh, sinh ngày 27 tháng 11 năm 1972) là cựu diễn viên, đạo diễn Việt Nam. Cô là một nữ nghệ sĩ đa tài nổi tiếng của Việt Nam từ những năm đầu thập niên 1990.

## Tiểu sử
Việt Trinh tên thật là Trần Việt Trinh, sinh ngày 27 tháng 11 năm 1972, trong những năm thập niên 90 Việt Trinh được xem là một diễn viên nữ nổi tiếng hàng đầu của điện ảnh Việt Nam. Với khuôn mặt đẹp và lối diễn xuất duyên dáng, xuất thần, Việt Trinh đã trở thành ngôi sao điện ảnh gây nhiều sóng gió ở các rạp chiếu phim thời bấy giờ.
Năm 1988 cô bắt đầu xuất hiện trên phim ảnh khi còn là sinh viên trường Sân khấu điện ảnh với vai trò là người mẫu lịch ăn khách.
Tên tuổi của cô gây sức hút mạnh mẽ ở bất kể đâu. Những thông tin về cô luôn là đề tài nóng bỏng nhất và có tốc độ lan truyền chóng mặt. Hình ảnh của Việt Trinh xuất hiện ở khắp nơi, trong mỗi gia đình và theo chân các em bé đến trường. 
Khán giả nhớ đến cô không chỉ qua những vai diễn lấy nước mắt, những cuộc tình oan trái hay đau thương làm vợ xứ người bằng trái tim vỡ vụn vì mối tình đầu chia lìa mà cô còn tạo dấu ấn bởi vẻ ngoài hiền hậu và cặp mắt trầm buồn.

## Sự nghiệp

### Diễn xuất
Việt Trinh đóng phim từ những năm 1980, chủ yếu là vai phụ hay vai quần chúng. Cô chỉ thực sự được khán giả biết đến khi đảm nhận vai chính trong phim Ngọc trong đá (đạo diễn Trần Cảnh Đôn). Từ đó cho đến những năm 1990 là thời hoàng kim của Việt Trinh. Năm 1996, phim truyền hình Người đẹp Tây Đô gắn liền với tên tuổi của Việt Trinh được công chiếu. Tuy nhiên, 2 cuộc tình với Phạm Huy Phước và Trần Văn Giao - những nhân vật vướng vòng lao lý - khiến toàn bộ sự nghiệp của Việt Trinh gần như tiêu tan. Một thời gian Việt Trinh chọn cách ở ẩn.
Năm 2008, Việt Trinh trở lại với vai diễn trong phim Phật giáo Duyên trần thoát tục. Những năm sau đó, Việt Trinh có góp mặt trong các phim Những đóa hoa tình yêu và Câu chuyện cuối mùa thu. Tuy nhiên, vai diễn trong Những đóa hoa tình yêu không thành công như mong đợi, và diễn xuất của cô trong Câu chuyện cuối mùa thu bị đánh giá là "quá thiếu tự nhiên". Năm 2015, Việt Trinh trở lại với bộ phim điện ảnh "Trót yêu" sau một thời kỳ vắng bóng điện ảnh.

### Đạo diễn
Năm 2011, Việt Trinh thử sức làm đạo diễn với bộ phim truyền hình tâm lý xã hội Trở về quay tại Việt Nam và Campuchia. Phim nhận được nhiều lời khen của người trong giới. Nối tiếp phần 1, cô tiếp tục hợp tác với nhà biên kịch Châu Thổ để cho ra đời phần 2 với bối cảnh một phần tại Lào. Cô chia sẻ đặc điểm riêng của chùm phim là khai thác nét đẹp văn hóa truyền thống của Việt Nam và các nước láng giềng Đông Nam Á. Năm 2013, sau khi làm xong phim truyền hình Vợ của chồng tôi, cô lên kế hoạch làm tiếp phần 3 trong loạt phim Trở về với một phần bối cảnh tại Thái Lan. Kế đến Việt Trinh và biên kịch Châu Thổ cũng hứa hẹn sẽ cố gắng làm tiếp phim Trở về 4 trong thời gian tới.
Năm 2017, Việt Trinh xuất hiện trong buổi casting phim Ba điều ước với vai trò giám đốc sản xuất cho bộ phim.

### Giám khảo & Chương trình truyền hình
Thời gian hiện nay, Việt Trinh thường xuất hiện trên sóng truyền hình các gameshow mới lạ như: Người bí ẩn, Bạn có thực tài, Hội ngộ danh hài, Ơn giời cậu đây rồi! và Kỳ tài thách đấu. với nhiều vai trò khác nhau như: người dẫn chương trình và giám khảo.
Năm 2017, Việt Trinh cùng "người tình màn ảnh" Lý Hùng "cầm cân nảy mực" cho gameshow: Cặp đôi hài hước với vai trò giám khảo bên Kiều Oanh và Thanh Bạch. Tiếp đó, 2 mỹ nhân kỳ cựu của làng điện ảnh Việt Nam là Việt Trinh và Trương Ngọc Ánh cùng làm giám khảo chính của chương trình Gương mặt điện ảnh và xuất hiện trong chương trình Kịch cùng Bolero.
Việt Trinh liên tiếp ngồi ghế nóng ở nhiều chương trình từ 2017-2019 như: Kẻ thách thức, Dạ khúc tình yêu, Người nghệ sĩ đa tài và Sao nối ngôi.

## Giải nghệ
Năm 2022, Diễn viên Việt Trinh đăng tâm thư thông cáo đến khán giả và truyền thông về việc cô chính thức giải nghệ với vai trò diễn viên và đạo diễn sau hơn 30 năm đóng phim để dành thời gian chăm sóc cho con trai. Hơn 30 năm gắn bó với phim trường, việc giải nghệ không phải là quyết định dễ dàng. Vậy nên, Việt Trinh cho biết dù dừng đóng phim nhưng cô vẫn sẽ nhận lời mời làm nhà sản xuất phim hoặc tham gia các chương trình làm đẹp, gameshow phù hợp.

## Phật tử
Việt Trinh chia sẻ được ngộ ra nhiều điều khi đến với đạo Phật, và từ khi đọc Phật pháp thì cô thấy mình trở nên mạnh mẽ hơn. Năm 2013, Việt Trinh lọt vào Top 300 ngôi sao ăn chay hấp dẫn nhất thế giới do Tổ chức bảo vệ quyền lợi động vật PETA châu Á bầu chọn.

## Danh sách phim
| Năm           | Nhan đề                        | Vai diễn                                   | Ghi chú                                           |
| Phim lẻ – hài | Phim lẻ – hài                  | Phim lẻ – hài                              |                                                   |
| ------------- | ------------------------------ | ------------------------------------------ | ------------------------------------------------- |
| 1991          | Lá sầu riêng                   |                                            |                                                   |
| 1992          | Ta tắm ao ta                   |                                            |                                                   |
| Điện ảnh      |                                |                                            |                                                   |
| 1989          | Thạch Sanh - Lý Thông          | Nô tỳ                                      |                                                   |
| 1989          | Thăng Long đệ nhất kiếm        |                                            |                                                   |
| 1990          | Đôi ngã đường tình             | Nhi                                        |                                                   |
| 1991          | Lệnh truy nã                   |                                            |                                                   |
| 1991          | Tiếng khóc dậy thì             |                                            |                                                   |
| 1991          | Ngọc trong đá                  | Oanh                                       |                                                   |
| 1991          | Ngọc Trảng thần công           | Vân Nhị Nương                              |                                                   |
| 1992          | Tình và hận                    |                                            |                                                   |
| 1992          | Ngôi nhà oan khốc              | Hương                                      |                                                   |
| 1992          | Vĩnh biệt mùa hè               | Hằng                                       |                                                   |
| 1992          | Đôi mắt người thương           | Hiền và Thanh Lệ                           |                                                   |
| 1992          | Ta tắm ao ta                   | Bé ba                                      |                                                   |
| 1992          | Cô bé mộng mơ                  | Hằng                                       |                                                   |
| 1993          | Nước mắt học trò               |                                            |                                                   |
| 1993          | Xương rồng đen                 | Mạ                                         |                                                   |
| 1993          | Bước qua quá khứ               | Hạnh                                       |                                                   |
| 1993          | Công tử Bạc Liêu               | Nhan                                       |                                                   |
| 1993          | Yêu không phải trò đùa         | Xuyên                                      |                                                   |
| 1994          | Tình nàng áo trắng             | Nhi                                        |                                                   |
| 1994          | Nhịp đập trái tim              |                                            |                                                   |
| 1994          | Khách ở quê ra                 | Huệ                                        |                                                   |
| 1995          | Trận đấu cuối cùng             |                                            |                                                   |
| 1995          | Bọn trẻ                        |                                            |                                                   |
| 1995          | Sao em vội lấy chồng           | Sơn Ca                                     |                                                   |
| 1995          | Hào phú đa tình                |                                            |                                                   |
| 1996          | Trái tim lỡ hẹn                |                                            |                                                   |
| 1996          | Săc màu hoa nhớ                | Hiền                                       |                                                   |
| 1997          | Đôi ngã đường tình             |                                            |                                                   |
| 1997          | Người về từ nghìn trùng        |                                            |                                                   |
| 1997          | Cô nữ sinh bướng bỉnh          |                                            |                                                   |
| 1997          | Bến nước đời người             | Hạ                                         |                                                   |
| 1998          | Hoa hậu của lòng anh           |                                            |                                                   |
| 1998          | Ánh đạo vàng                   | Công chúa Da Du Đà La                      |                                                   |
| 1998          | Đừng nói xa nhau               | Kim Chi                                    |                                                   |
| 1999          | Giấc mơ có thật                | Diễm                                       |                                                   |
| 1999          | Những chiếc lá thời gian       | Thủy                                       |                                                   |
| 1999          | Nước mắt buồn vui              | Thu Hà                                     |                                                   |
| 2000          | Tiền tài và nghệ sĩ            |                                            |                                                   |
| 2003          | Người học trò đất Gia Định xưa | vợ của Nguyễn Đình Chiểu                   |                                                   |
| 2003          | Sân ga tình yêu                | Hằng                                       |                                                   |
| 2008          | Duyên trần thoát tục           | Quận chúa Diễm Kiều, Công chúa Thuận Thiên |                                                   |
| 2015          | Trót yêu                       | Vy                                         |                                                   |
| Truyền hình   |                                |                                            |                                                   |
| 1992          | Giọt lệ chưa khô               |                                            |                                                   |
| 1993          | Cô gái lái taxi                | Trâm Anh                                   |                                                   |
| 1994          | Phượng Sài Gòn                 |                                            |                                                   |
| 1996          | Người đẹp Tây Đô               | Bạch Cúc                                   | Gắn liền với tên tuổi của Việt Trinh đến ngày nay |
| 1999          | Bằng lăng tím                  |                                            |                                                   |
| 2001          | Dòng sông vẫn trôi             | Nga                                        |                                                   |
| 2002          | Sương gió biên thùy            | Thể Phụng                                  |                                                   |
| 2003          | Xóm cũ                         | Kiều                                       |                                                   |
| 2004          | Biển hát                       | Yến                                        |                                                   |
| 2004          | Nợ đời                         | Hai Phục                                   |                                                   |
| 2007          | Giá mua một thượng đế          | Sáu Mân                                    |                                                   |
| 2011          | Những đóa hoa tình yêu         | Xuân Đào                                   |                                                   |
| 2011          | Câu chuyện cuối mùa thu        | Ngọc Trầm, Kiều Giang                      |                                                   |

## Đạo diễn/Nhà sản xuất
- Trở về (2011)[19]
- Trở về 2 (2012)
- Trở về 3 (2014)[20]
- Trở về 4 (thời gian tới)[21]
- Vợ của chồng tôi (2013)[12]
- Trót yêu (2015)[22]
- Những bức tranh của bé Bơ (2016)
- Ba điều ước (2017) – Giám đốc sản xuất
- Một nửa nanh cọp (2017)

## Chương trình truyền hình
| Năm         | Gameshow                         | Vai trò         |
| ----------- | -------------------------------- | --------------- |
| 2011        | Hãy xem tôi diễn – Let us show l | Giám khảo       |
| 2014        | Cùng nhau tỏa sáng               | Giám khảo       |
| 2015        | Hương Tết Việt                   | MC              |
| 2015        | Người bí ẩn                      | Khách mời       |
| 2015        | Tôi là người chiến thắng         | Giám khảo       |
| 2015 – 2016 | Hội ngộ danh hài                 | Diễn viên và MC |
| 2015 – 2016 | Bạn có thực tài                  | Giám khảo       |
| 2015 – 2016 | Cùng nhau tỏa sáng               | Giám khảo       |
| 2016        | Biến hóa hoàn hảo                | Giám khảo       |
| 2016        | Ơn giời cậu đây rồi!             | Diễn viên       |
| 2016        | Hát vui vui hát                  | MC              |
| 2016        | Kỳ tài thách đấu                 | Khách mời       |
| 2016        | Hoán đổi cặp đôi                 | Giám khảo       |
| 2017        | Dạ khúc tình yêu                 | Giám khảo       |
| 2017        | Kịch cùng Bolero                 | Giám khảo       |
| 2017        | Gương mặt điện ảnh               | Giám khảo       |
| 2017        | Bí mật đêm chủ nhật              | MC              |
| 2017        | Gương 2 chiều                    | Khách mời       |
| 2017 - 2018 | Cặp đôi hài hước                 | Giám khảo       |
| 2018        | Giọng ải giọng ai                | Khách mời       |
| 2018        | Gia đình nghệ thuật              | Giám khảo       |
| 2018        | Người nghệ sĩ đa tài             | Giám khảo       |
| 2019        | Ký ức vui vẻ                     | Khách mời       |
| 2019        | 8 lạng nửa cân                   | Khách mời       |
| 2019        | Sao nối ngôi                     | Giám khảo       |
| 2019        | Kẻ thách thức                    | Giám khảo       |
| 2020        | Vang bóng một thời               | Khách mời       |

## Show diễn tiêu biểu
- Thời trang và cuộc sống: BST “Cô dâu đơn thân” 2015 - Veddete
- Thời trang & Cuộc sống (Nhật Dũng) 2015 - First Face
- Phong cách & cuộc sống: BST “Áo ngày xuân” (Minh Châu) 2016 - Vedette
- BST “Tình yêu vĩnh cửu” (Hữu Lợi Cao) 2016 - First Face
- BST “Hoa Thuỷ Tinh” (Thương hiệu Sang Nguyễn Bridal) 2016 - Center
- Thời trang & Cuộc sống: BST “Trọn vẹn” (Minh Châu) 2016 - Vedette
- Chương trình thời trang “Trở về nguồn cội” 2017 (Nhật Dũng) - Center & Veddete
- Xuân Hè 2020: “I am superstar” (Chung Thanh Phong) - Vedette

## Ca khúc biểu diễn
| STT | Ca khúc            | Ghi chú          |
| --- | ------------------ | ---------------- |
| 1   | Mùa đông cho anh   |                  |
| 2   | Nếu em là nữ hoàng |                  |
| 3   | Sài Gòn            | Video ca nhạc    |
| 4   | Đừng xa em đêm nay | Video ca nhạc    |
| 5   | Ngày Tết quê em    | Hương Tết Việt   |
| 6   | Giăng câu          | Hội ngộ danh hài |
| 7   | Tôi muốn           | Đời vẫn đẹp sao  |
| 8   | Đợi em             |                  |
| 9   | Đợi anh về         |                  |

## Kịch nói
- Luân hồi tình án
- Bản chúc thư
- Nụ cười và nước mắt
- Hai đứa con trên trời rơi xuống
- Và nhiều vở kịch khác